# Калараський район
Калараський район або Калараш (рум. Călăraşi) — район у центральній Молдові. Адміністративний центр — Келераш.
Межує зі Теленештським районом на півночі, Оргіївським — на північному сході, Страшенським на південному сході, з Ніспоренським районом на південному заході, а також з Унгенським районом на заході.
Національний склад населення згідно з Переписом населення Молдови 2004  та 2014 років.
| етнічна група     | 2004           | 2004      | 2014           | 2014      |
| етнічна група     | кількість осіб | Частка, % | кількість осіб | Частка, % |
| ----------------- | -------------- | --------- | -------------- | --------- |
| молдовани/румуни  | 70 680         | 94,15     | 60 575         | 94,06     |
| українці          | 2 799          | 3,73      | 2 096          | 3,25      |
| росіяни           | 947            | 1,26      | 531            | 0,82      |
| цигани            | 378            | 0,50      | 187            | 0,29      |
| гагаузи           | 54             | 0,07      | 46             | 0,07      |
| болгари           | 47             | 0,06      | 34             | 0,05      |
| євреї             | 21             | 0,03      | ...            | ...       |
| поляки            | 11             | 0,02      | ...            | ...       |
| інші / не вказали | 138            | 0,18      | 932            | 1,46      |
| Всього            | 75 075         | 100       | 64 401         | 100       |

Повсякденна мова мешканців району (2014):
|                      | кількість осіб | Частка, % |
| -------------------- | -------------- | --------- |
| молдовська/румунська | 59 916         | 93,04     |
| українська           | 1 515          | 2,35      |
| російська            | 1 455          | 2,26      |
| інші                 | 230            | 0,36      |
| не вказали           | 1 285          | 1,99      |
| всього               | 64 401         | 100       |